# III liga polska w piłce nożnej (2007/2008)
III liga polska w piłce nożnej w sezonie 2007/2008 była podzielona na 4 grupy w których grało po 16 zespołów (wyjątek stanowi IV grupa, gdzie grało 17 zespołów).
- W związku z reorganizacją systemu ligowego w Polsce, od nowego sezonu III Liga (jako III poziom rozgrywek) stała się II ligą podzieloną na dwie grupy po 18 zespołów.

## Grupa I

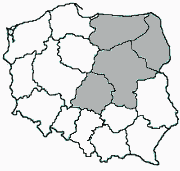
Piłkarski makroregion (pierwszy)

Grupa I obejmuje drużyny z województw:
- łódzkiego;
- mazowieckiego;
- podlaskiego;
- warmińsko-mazurskiego.

### Zespoły
| Uczestnicy poprzedniej edycji                                                                                 | Uczestnicy poprzedniej edycji  | Uczestnicy poprzedniej edycji | Uczestnicy poprzedniej edycji |
| --- | ------------------------------ | ----------------------------- | ----------------------------- |
| CON | Concordia Piotrków Trybunalski | 3                             |                               |
| ŚWI | Świt Nowy Dwór Mazowiecki      | 4                             |                               |
| RWM | Ruch Wysokie Mazowieckie       | 6                             |                               |
| RAD | Radomiak Radom                 | 7                             |                               |
| STA | Stal Głowno                    | 8                             |                               |
| GRÓ | Mazowsze Grójec                | 9                             |                               |
| ELB | Olimpia Elbląg                 | 10                            |                               |
| DRW | Drwęca Nowe Miasto Lubawskie   | 113                           |                               |
| WIG | Wigry Suwałki                  | 12                            |                               |
| PUŁ | Nadnarwianka Pułtusk           | 13                            |                               |
| WAR | Warmia Grajewo                 | 14                            |                               |
| Awans z IV ligi 2006/2007                                                                                     |                                |                               |                               |
| grupa łódzka                                                                                                  |                                |                               |                               |
| SOK | Sokół Aleksandrów Łódzki       | 1                             |                               |
| grupa mazowiecka                                                                                              |                                |                               |                               |
| DOL | Dolcan Ząbki                   | 1                             |                               |
| grupa podlaska                                                                                                |                                |                               |                               |
| KOL | Orzeł Kolno                    | 42                            |                               |
| grupa warmińsko-mazurska                                                                                      |                                |                               |                               |
| OKS | OKS 1945 Olsztyn               | 1                             |                               |
| Awans z klasy okręgowej 2006/2007                                                                             |                                |                               |                               |
| grupa Łódź |                                |                               |                               |
| USŁ | UKS SMS Łódź                   | 1                             |                               |
| Oznaczenia: - kolumna pierwsza – skróty nazw drużyn, - kolumna trzecia – miejsce zajęte w poprzednim sezonie. |                                |                               |                               |

Objaśnienia:
1. UKS SMS Łódź zastąpił wycofany po zakończeniu poprzedniego sezonu KS Paradyż.
2. Jagiellonia II Białystok (mistrz podlaskiej grupy IV ligi) zrezygnowała z awansu do III ligi. Ponadto, z awansu zrezygnowały kolejne dwie drużyny – Hetman Białystok i Supraślanka Supraśl – w związku z czym awans uzyskała 4. drużyna – Orzeł Kolno.
3. Drwęca Nowe Miasto Lubawskie wycofała się po rundzie jesiennej.

### Tabela
| Lp. | Drużyna                         | M  | Z  | R  | P  | Bramki | Bramki | Różn. | Pkt | Uwagi                            | Bezpośrednio                |
| --- | ------------------------------- | -- | -- | -- | -- | ------ | ------ | ----- | --- | -------------------------------- | --------------------------- |
| 1   | Dolcan Ząbki (M) (A)            | 30 | 18 | 8  | 4  | 52     | 22     | +30   | 62  | Awans do I ligi                  | DOL – RWM 1:2 RWM – DOL 1:3 |
| 2   | Ruch Wysokie Mazowieckie        | 30 | 19 | 5  | 6  | 49     | 21     | +28   | 62  | awans do nowo utworzonej II ligi | DOL – RWM 1:2 RWM – DOL 1:3 |
| 3   | Wigry Suwałki                   | 30 | 17 | 7  | 6  | 40     | 17     | +23   | 58  | awans do nowo utworzonej II ligi | WIG – SOK 1:0 SOK – WIG 2:1 |
| 4   | Sokół Aleksandrów Łódzki        | 30 | 17 | 7  | 6  | 48     | 18     | +30   | 58  | awans do nowo utworzonej II ligi | WIG – SOK 1:0 SOK – WIG 2:1 |
| 5   | OKS 1945 Olsztyn                | 30 | 15 | 12 | 3  | 51     | 22     | +29   | 57  | awans do nowo utworzonej II ligi |                             |
| 6   | Concordia Piotrków Trybunalski  | 30 | 16 | 7  | 7  | 49     | 30     | +19   | 55  | awans do nowo utworzonej II ligi |                             |
| 7   | Radomiak Radom3 (S)             | 30 | 13 | 8  | 9  | 38     | 19     | +19   | 47  | Spadek do IV ligi                |                             |
| 8   | UKS SMS Łódź (S)                | 30 | 14 | 3  | 13 | 48     | 43     | +5    | 45  | Spadek do III ligi               |                             |
| 9   | Świt Nowy Dwór Mazowiecki (S)   | 30 | 11 | 9  | 10 | 41     | 26     | +15   | 42  | Spadek do III ligi               |                             |
| 10  | Warmia Grajewo (S)              | 30 | 10 | 10 | 10 | 46     | 47     | −1    | 40  | Spadek do III ligi               |                             |
| 11  | Olimpia Elbląg (S)              | 30 | 11 | 5  | 14 | 38     | 48     | −10   | 38  | Spadek do III ligi               |                             |
| 12  | Nadnarwianka Pułtusk (S)        | 30 | 9  | 10 | 11 | 33     | 33     | 0     | 37  | Spadek do III ligi               | PUŁ – GRÓ 3:0 GRÓ – PUŁ 1:0 |
| 13  | Mazowsze Grójec (S)             | 30 | 10 | 7  | 13 | 39     | 48     | −9    | 37  | Spadek do III ligi               | PUŁ – GRÓ 3:0 GRÓ – PUŁ 1:0 |
| 14  | Orzeł Kolno (S)                 | 30 | 2  | 3  | 25 | 25     | 77     | −52   | 9   | Spadek do III ligi               |                             |
| 15  | Stal Głowno4 (S)                | 30 | 2  | 1  | 27 | 16     | 76     | −60   | 7   | Spadek do klasy okręgowej        |                             |
| 16  | Drwęca Nowe Miasto Lubawskie1,2 | 30 | 4  | 2  | 24 | 17     | 83     | −66   | 12  | Drużyna wycofana                 |                             |

* Czołówka strzelców: 19 goli - Maciej Tataj (Dolcan Ząbki) i Dzidosław Żuberek (Freskovita Wysokie Mazowieckie),
16 goli - Dariusz Zjawiński (Świt Nowy Dwór Mazowiecki),
14 goli - Piotr Gląba (UKS SMS Łódź),
12 goli - Dawid Hoderko (Sokół Aleksandrów Łódzki) i Sebastian Świerzbiński (Warmia Grajewo),
11 goli - Paweł Łukasik (OKS 1945 Olsztyn),
10 goli - Marcin Sawko (Orzeł Kolno) i Mariusz Solecki (Mazowsze Grójec).

## Grupa II

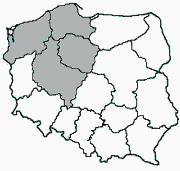
Piłkarski makroregion (drugi)

Grupa II obejmuje drużyny z województw:
- kujawsko-pomorskiego;
- pomorskiego;
- wielkopolskiego;
- zachodniopomorskiego.

### Zespoły
| Uczestnicy poprzedniej edycji                                                                                 | Uczestnicy poprzedniej edycji | Uczestnicy poprzedniej edycji | Uczestnicy poprzedniej edycji |
| --- | ----------------------------- | ----------------------------- | ----------------------------- |
| JAR | Jarota Jarocin                | 3                             |                               |
| ELA | Elana Toruń                   | 42                            |                               |
| KAS | Kaszubia Kościerzyna          | 5                             |                               |
| VKO | Victoria Koronowo             | 6                             |                               |
| CAR | Cartusia Kartuzy              | 7                             |                               |
| MGN | Mieszko Gniezno               | 8                             |                               |
| RMT | Rega-Merida Trzebiatów        | 9                             |                               |
| KOT | Kotwica Kołobrzeg             | 11                            |                               |
| ROD | Rodło Kwidzyn                 | 12                            |                               |
| ZDR | Zdrój Ciechocinek             | 15                            |                               |
| KPP | KP Police                     | 16                            |                               |
| Spadek z II ligi 2006/2007                                                                                    |                               |                               |                               |
| UNI | Unia Janikowo                 | 161                           |                               |
| Awans z IV ligi 2006/2007                                                                                     |                               |                               |                               |
| grupa kujawsko-pomorska                                                                                       |                               |                               |                               |
| KUJ | Kujawiak Włocławek            | 1                             |                               |
| grupa pomorska                                                                                                |                               |                               |                               |
| PEL | Wierzyca Pelplin              | 1                             |                               |
| grupa wielkopolska północ                                                                                     |                               |                               |                               |
| NLB | Nielba Wągrowiec              | 13                            |                               |
| grupa zachodniopomorska                                                                                       |                               |                               |                               |
| FLO | Flota Świnoujście             | 1                             |                               |
| Oznaczenia: - kolumna pierwsza – skróty nazw drużyn, - kolumna trzecia – miejsce zajęte w poprzednim sezonie. |                               |                               |                               |

Objaśnienia:
1. Unia Janikowo przegrała baraże o utrzymanie w II lidze z Wartą Poznań.
2. Toruński KP zmienił nazwę na Elana Toruń.
3. Nielba Wągrowiec wygrała baraże o awans do III ligi z Piastem Kobylin.

### Tabela
| Lp. | Drużyna                    | M  | Z  | R  | P  | Bramki | Bramki | Różn. | Pkt | Uwagi                            | Bezpośrednio                |
| --- | -------------------------- | -- | -- | -- | -- | ------ | ------ | ----- | --- | -------------------------------- | --------------------------- |
| 1   | Flota Świnoujście (M) (A)  | 30 | 20 | 8  | 2  | 49     | 22     | +27   | 68  | Awans do I ligi                  |                             |
| 2   | Unia Janikowo              | 30 | 17 | 9  | 4  | 51     | 22     | +29   | 60  | awans do nowo utworzonej II ligi |                             |
| 3   | Nielba Wągrowiec           | 30 | 15 | 10 | 5  | 58     | 30     | +28   | 55  | awans do nowo utworzonej II ligi |                             |
| 4   | Jarota Jarocin             | 30 | 15 | 8  | 7  | 55     | 27     | +28   | 53  | awans do nowo utworzonej II ligi | JAR – KOT 0:0 KOT – JAR 0:2 |
| 5   | Kotwica Kołobrzeg          | 30 | 15 | 8  | 7  | 46     | 29     | +17   | 53  | awans do nowo utworzonej II ligi | JAR – KOT 0:0 KOT – JAR 0:2 |
| 6   | Victoria Koronowo          | 30 | 14 | 5  | 11 | 54     | 33     | +21   | 47  | awans do nowo utworzonej II ligi |                             |
| 7   | Elana Toruń                | 30 | 12 | 10 | 8  | 32     | 26     | +6    | 46  | awans do nowo utworzonej II ligi |                             |
| 8   | KP Police                  | 30 | 6  | 16 | 8  | 36     | 40     | −4    | 34  | awans do nowo utworzonej II ligi | KPP – KAS 1:0 KAS – KPP 2:2 |
| 9   | Kaszubia Kościerzyna (S)   | 30 | 9  | 7  | 14 | 32     | 46     | −14   | 34  | Spadek do III ligi               | KPP – KAS 1:0 KAS – KPP 2:2 |
| 10  | Rodło Kwidzyn (S)          | 30 | 8  | 8  | 14 | 33     | 47     | −14   | 32  | Spadek do III ligi               | ROD – PEL 2:1 PEL – ROD 0:0 |
| 11  | Wierzyca Pelplin1 (S)      | 30 | 7  | 11 | 12 | 39     | 52     | −13   | 32  | Spadek do klasy okręgowej        | ROD – PEL 2:1 PEL – ROD 0:0 |
| 12  | Mieszko Gniezno (S)        | 30 | 8  | 7  | 15 | 30     | 39     | −9    | 31  | Spadek do III ligi               |                             |
| 13  | Kujawiak Włocławek2        | 30 | 5  | 13 | 12 | 24     | 52     | −28   | 28  | Drużyna wycofana                 |                             |
| 14  | Rega-Merida Trzebiatów (S) | 30 | 7  | 6  | 17 | 26     | 46     | −20   | 27  | Spadek do III ligi               |                             |
| 15  | Zdrój Ciechocinek (S)      | 30 | 6  | 8  | 16 | 22     | 55     | −33   | 26  | Spadek do III ligi               |                             |
| 16  | Cartusia Kartuzy (S)       | 30 | 4  | 10 | 16 | 27     | 48     | −21   | 22  | Spadek do III ligi               |                             |

* Czołówka strzelców: 22 gole - Kamil Jackiewicz (Kotwica Kołobrzeg),
16 goli - Piotr Dziuba (Flota Świnoujście) i Tomasz Mikołajczak (Nielba Wągrowiec),
14 goli - Jacek Pacyński (Jarota Jarocin) i Grzegorz Pawłuszek (Wierzyca Pelplin),
11 goli - Krzysztof Filipek (Unia Janikowo) i Rafał Komar (KP Police),
10 goli - Marcin Krzywicki (Victoria Koronowo), Maciej Piątek (Nielba Wągrowiec) i Przemysław Sulej (Rodło Kwidzyn).

## Grupa III

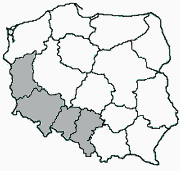
Piłkarski makroregion (trzeci)

Grupa III obejmuje drużyny z województw:
- dolnośląskiego;
- lubuskiego;
- opolskiego;
- śląskiego.

### Zespoły
| Uczestnicy poprzedniej edycji                                                                                 | Uczestnicy poprzedniej edycji | Uczestnicy poprzedniej edycji | Uczestnicy poprzedniej edycji |
| --- | ----------------------------- | ----------------------------- | ----------------------------- |
| GKW | Gawin Królewska Wola          | 3                             |                               |
| PSŁ | Polonia Słubice               | 4                             |                               |
| RAK | Raków Częstochowa             | 5                             |                               |
| ROZ | Rozwój Katowice               | 6                             |                               |
| WAM | Walka Makoszowy               | 7                             |                               |
| LZG | Lechia Zielona Góra           | 8                             |                               |
| GKP | GKP Gorzów Wielkopolski       | 9                             |                               |
| CHG | Chrobry Głogów                | 10                            |                               |
| SKG | Skalnik Gracze                | 11                            |                               |
| POG | Pogoń Świebodzin              | 131                           |                               |
| ANS | Arka Nowa Sól                 | 141                           |                               |
| Spadek z II ligi 2006/2007                                                                                    |                               |                               |                               |
| MIE | Miedź Legnica                 | 17                            |                               |
| Awans z IV ligi 2006/2007                                                                                     |                               |                               |                               |
| grupa dolnośląska                                                                                             |                               |                               |                               |
| OZŚ | Orzeł Ząbkowice Śląskie       | 1                             |                               |
| grupa lubuska                                                                                                 |                               |                               |                               |
| UKU | Unia Kunice                   | 1                             |                               |
| grupa opolska                                                                                                 |                               |                               |                               |
| KLU | MKS Kluczbork                 | 1                             |                               |
| grupa śląska II                                                                                               |                               |                               |                               |
| KOŻ | Koszarawa Żywiec              | 12                            |                               |
| Oznaczenia: - kolumna pierwsza – skróty nazw drużyn, - kolumna trzecia – miejsce zajęte w poprzednim sezonie. |                               |                               |                               |

Objaśnienia:
1. Szczakowianka Jaworzno i Zagłębie II Lubin wycofały się po zakończeniu poprzedniego sezonu, w związku z czym utrzymały się Pogoń Świebodzin i Arka Nowa Sól.
2. Koszarawa Żywiec wygrała baraże o awans do III ligi z Ruchem Radzionków.

### Tabela
| Lp. | Drużyna                         | M  | Z  | R  | P  | Bramki | Bramki | Różn. | Pkt | Uwagi                            | Bezpośrednio                |
| --- | ------------------------------- | -- | -- | -- | -- | ------ | ------ | ----- | --- | -------------------------------- | --------------------------- |
| 1   | GKP Gorzów Wielkopolski (M) (A) | 30 | 17 | 10 | 3  | 41     | 14     | +27   | 61  | Awans do I ligi                  |                             |
| 2   | Raków Częstochowa               | 30 | 19 | 2  | 9  | 58     | 26     | +32   | 59  | awans do nowo utworzonej II ligi |                             |
| 3   | Gawin Królewska Wola            | 30 | 17 | 6  | 7  | 59     | 29     | +30   | 57  | awans do nowo utworzonej II ligi |                             |
| 4   | MKS Kluczbork                   | 30 | 16 | 8  | 6  | 55     | 31     | +24   | 56  | awans do nowo utworzonej II ligi |                             |
| 5   | Miedź Legnica                   | 30 | 15 | 8  | 7  | 54     | 25     | +29   | 53  | awans do nowo utworzonej II ligi |                             |
| 6   | Polonia Słubice                 | 30 | 14 | 7  | 9  | 50     | 31     | +19   | 49  | awans do nowo utworzonej II ligi |                             |
| 7   | Lechia Zielona Góra             | 30 | 12 | 10 | 8  | 50     | 41     | +9    | 46  | awans do nowo utworzonej II ligi | LZG – ROZ 4:1 ROZ – LZG 2:1 |
| 8   | Rozwój Katowice (S)             | 30 | 13 | 7  | 10 | 37     | 30     | +7    | 46  | Spadek do III ligi               | LZG – ROZ 4:1 ROZ – LZG 2:1 |
| 9   | Orzeł Ząbkowice Śląskie (S)     | 30 | 13 | 6  | 11 | 46     | 47     | −1    | 45  | Spadek do III ligi               |                             |
| 10  | Walka Makoszowy (S)             | 30 | 12 | 7  | 11 | 42     | 37     | +5    | 43  | Spadek do III ligi               |                             |
| 11  | Koszarawa Żywiec (S)            | 30 | 11 | 7  | 12 | 49     | 47     | +2    | 40  | Spadek do III ligi               |                             |
| 12  | Chrobry Głogów (S)              | 30 | 8  | 8  | 14 | 29     | 37     | −8    | 32  | Spadek do III ligi               |                             |
| 13  | Arka Nowa Sól (S)               | 30 | 8  | 7  | 15 | 35     | 60     | −25   | 31  | Spadek do III ligi               |                             |
| 14  | Unia Kunice (S)                 | 30 | 6  | 4  | 20 | 23     | 59     | −36   | 22  | Spadek do III ligi               |                             |
| 15  | Skalnik Gracze (S)              | 30 | 6  | 1  | 23 | 20     | 70     | −50   | 19  | Spadek do III ligi               |                             |
| 16  | Pogoń Świebodzin (S)            | 30 | 1  | 6  | 23 | 17     | 81     | −64   | 9   | Spadek do III ligi               |                             |

* Czołówka strzelców: 20 goli - Emil Drozdowicz (Lechia Zielona Góra),
18 goli - Piotr Burski (Gawin Królewska Wola),
15 goli - Waldemar Sobota (MKS Kluczbork),
14 goli - Grzegorz Skwara (Raków Częstochowa) i Ousmane Sylla  (Polonia Słubice),
12 goli - Krzysztof Bizacki (Koszarawa Żywiec), Damian Misan (Miedź Legnica) i Sebastian Ziajka (Miedź Legnica),
11 goli - Marcin Adamczyk (MKS Kluczbork), Mateusz Piątkowski (Gawin Królewska Wola) i Piotr Woźniak (Orzeł Ząbkowice Śląskie).

## Grupa IV

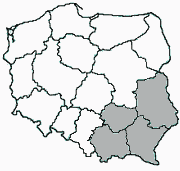
Piłkarski makroregion (czwarty)

Grupa IV obejmuje drużyny z województw:
- lubelskiego;
- małopolskiego;
- podkarpackiego;
- świętokrzyskiego.

### Zespoły
| Uczestnicy poprzedniej edycji                                                                                 | Uczestnicy poprzedniej edycji | Uczestnicy poprzedniej edycji | Uczestnicy poprzedniej edycji |
| --- | ----------------------------- | ----------------------------- | ----------------------------- |
| KOL | Kolejarz Stróże               | 2                             |                               |
| GÓR | Górnik Wieliczka              | 3                             |                               |
| ORP | Orlęta Radzyń Podlaski        | 4                             |                               |
| STR | Stal Rzeszów                  | 5                             |                               |
| HUT | Hutnik Kraków                 | 7                             |                               |
| OKO | Okocimski KS Brzesko          | 8                             |                               |
| DĘB | Wisłoka Dębica                | 9                             |                               |
| SNS | Sandecja Nowy Sącz            | 10                            |                               |
| HET | Hetman Zamość                 | 11                            |                               |
| WMA | Wierna Małogoszcz             | 12                            |                               |
| AVI | Avia Świdnik                  | 13                            |                               |
| Spadek z I ligi 2006/2007                                                                                     |                               |                               |                               |
| GKŁ | Górnik Łęczna                 | 131                           |                               |
| Spadek z II ligi 2006/2007                                                                                    |                               |                               |                               |
| MIE | Miedź Legnica                 | 111                           |                               |
| Awans z IV ligi 2006/2007                                                                                     |                               |                               |                               |
| grupa lubelska                                                                                                |                               |                               |                               |
| BIŁ | Łada Biłgoraj                 | 23                            |                               |
| grupa małopolska                                                                                              |                               |                               |                               |
| PRZ | Przebój Wolbrom               | 1                             |                               |
| grupa podkarpacka                                                                                             |                               |                               |                               |
| RES | Resovia                       | 1                             |                               |
| grupa świętokrzyska                                                                                           |                               |                               |                               |
| JĘD | Naprzód Jędrzejów             | 1                             |                               |
| Oznaczenia: - kolumna pierwsza – skróty nazw drużyn, - kolumna trzecia – miejsce zajęte w poprzednim sezonie. |                               |                               |                               |

Objaśnienia:
1. Górnik Łęczna i KSZO Ostrowiec Świętokrzyski zostały zdegradowane odpowiednio o 2 i 1 poziom rozgrywkowy, co było karą za udział w korupcji.
2. Kolejarz Stróże przegrał baraże o awans do II ligi ze Stalą Stalowa Wola.
3. W związku z karną degradacją Górnik Łęczna do III ligi, ich rezerwy, które zajęły 1. miejsce w grupie lubelskiej nie mogły awansować, w związku z czym awansowała Łada Biłgoraj.

### Tabela
| Lp. | Drużyna                       | M  | Z  | R  | P  | Bramki | Bramki | Różn. | Pkt | Uwagi                            | Bezpośrednio                |
| --- | ----------------------------- | -- | -- | -- | -- | ------ | ------ | ----- | --- | -------------------------------- | --------------------------- |
| 1   | Górnik Łęczna1 (M) (A)        | 32 | 23 | 5  | 4  | 78     | 26     | +52   | 68  | Awans do I ligi                  |                             |
| 2   | Hetman Zamość                 | 32 | 17 | 10 | 5  | 43     | 20     | +23   | 61  | awans do nowo utworzonej II ligi |                             |
| 3   | Kolejarz Stróże               | 32 | 16 | 8  | 8  | 44     | 31     | +13   | 56  | awans do nowo utworzonej II ligi |                             |
| 4   | Przebój Wolbrom               | 32 | 15 | 8  | 9  | 41     | 39     | +2    | 53  | awans do nowo utworzonej II ligi | PRZ – OKO 4:0 OKO – PRZ 1:0 |
| 5   | Okocimski KS Brzesko          | 32 | 15 | 8  | 9  | 41     | 37     | +4    | 53  | awans do nowo utworzonej II ligi | PRZ – OKO 4:0 OKO – PRZ 1:0 |
| 6   | KSZO Ostrowiec Świętokrzyski1 | 32 | 16 | 9  | 7  | 46     | 25     | +21   | 51  | awans do nowo utworzonej II ligi |                             |
| 7   | Górnik Wieliczka              | 32 | 13 | 10 | 9  | 31     | 25     | +6    | 49  | awans do nowo utworzonej II ligi |                             |
| 8   | Sandecja Nowy Sącz            | 32 | 11 | 12 | 9  | 29     | 25     | +4    | 45  | awans do nowo utworzonej II ligi |                             |
| 9   | Resovia (S)                   | 32 | 12 | 7  | 13 | 34     | 39     | −5    | 43  | Spadek do III ligi               |                             |
| 10  | Stal Rzeszów (S)              | 32 | 10 | 10 | 12 | 28     | 34     | −6    | 40  | Spadek do III ligi               |                             |
| 11  | Orlęta Radzyń Podlaski (S)    | 32 | 9  | 12 | 11 | 30     | 38     | −8    | 39  | Spadek do III ligi               |                             |
| 12  | Wisłoka Dębica (S)            | 32 | 9  | 9  | 14 | 46     | 50     | −4    | 36  | Spadek do III ligi               |                             |
| 13  | Naprzód Jędrzejów (S)         | 32 | 9  | 8  | 15 | 34     | 45     | −11   | 35  | Spadek do III ligi               |                             |
| 14  | Hutnik Kraków (S)             | 32 | 8  | 6  | 18 | 32     | 46     | −14   | 30  | Spadek do III ligi               |                             |
| 15  | Wierna Małogoszcz (S)         | 32 | 5  | 13 | 14 | 19     | 37     | −18   | 28  | Spadek do III ligi               |                             |
| 16  | Łada Biłgoraj (S)             | 32 | 6  | 5  | 21 | 26     | 61     | −35   | 23  | Spadek do III ligi               |                             |
| 17  | Avia Świdnik (S)              | 32 | 5  | 6  | 21 | 27     | 51     | −24   | 21  | Spadek do III ligi               |                             |

* Czołówka strzelców: 20 goli - Grzegorz Szymanek (Górnik Łęczna),
17 goli - Jarosław Rak (Przebój Wolbrom),
15 goli - Rafał Niżnik (Górnik Łęczna),
14 goli - Paweł Wasilewski (Hutnik Kraków),
12 goli - Krzysztof Myśliwy (Naprzód Jędrzejów),
11 goli - Mateusz Wolański (Wisłoka Dębica),
10 goli - Wojciech Białek (Łada Biłgoraj 4, Avia Świdnik 6) i Norbert Górski (Przebój Wolbrom).
Źródło